# ポルードニツァ
ポルードニツァ（Полудница、Poludnitsa、'半日'または'正午'）は、東ヨーロッパの様々なスラヴ諸国に共通する神話上の人物。ポルードニツァは、スラヴ神話の正午の悪魔である。彼女は「正午の淑女」（Lady Midday）、「ヌーンレイス」（Noonwraith）、「正午の魔女」（Noon Witch）と呼ばれることがある。彼女は通常、野原を歩き回る白い服を着た若い女性として描かれてきた。彼女は正午に働く人々を襲い、熱射病と首の痛みを引き起こし、時には狂気さえ引き起こした。ポルドニッツァとも呼ばれる。
いくつかの説明では、彼女は正午の星を象徴し、それによってゾーリャ（朝の星）、ノクニツァ（夜の星）の姉妹である。ポルードニツァは姉妹の中で2番目に若く、ゾーリャが最年少で、ノクニツァが最年長である。 

## 伝説
暑い夏の真っ只中に出現するポルードニツァは、渦巻く塵の雲の形をとり、大鎌、鎌、鋏を持っている。ほとんどの場合、鋏は現代の鋏に似たものではなく、古い形式のものである。彼女はそこにいる人々を止めて、難しい質問をしたり、会話をしたりする。誰かが質問に答えなかったり、話題を変えようとしたりすると、彼女は頭を切り落とすか、彼らを病気にさせる。彼女は老婆、美しい女性、または12歳の少女のように見えるかもしれない。彼女はその日の最も暑い時間帯にのみ現れる、熱射病の擬人化である。彼女の伝承は子供を怖がらせて、貴重な作物から彼らを遠ざけるのに役立った。
ロシア北部のいくつかの地域によると、ポルードニツァは手に巨大なフライパンを持っており、それを使ってライ麦を灼熱の太陽光線から遮断するか、開花期にハーブと一緒にライ麦を燃やす。彼女はまた、アルハンゲリスク県で信じられていたように、真夜中に現れて、それを見えなくすることができる花を見つける方法を人に教えるかもしれない。 
ポルードニツァは、信じられている所によると、踊ることが大好きである。野原で少女が横になって休むのを見ると、起こし、一緒に踊るように説得し始める。説得に同意したら、少女は「夜から夜明け」まで踊ることを余儀なくされる。ポルードニツァに踊りで勝つことはできない。しかし、ポルードニツァは引き換えに少女に富を授ける。

## 外観

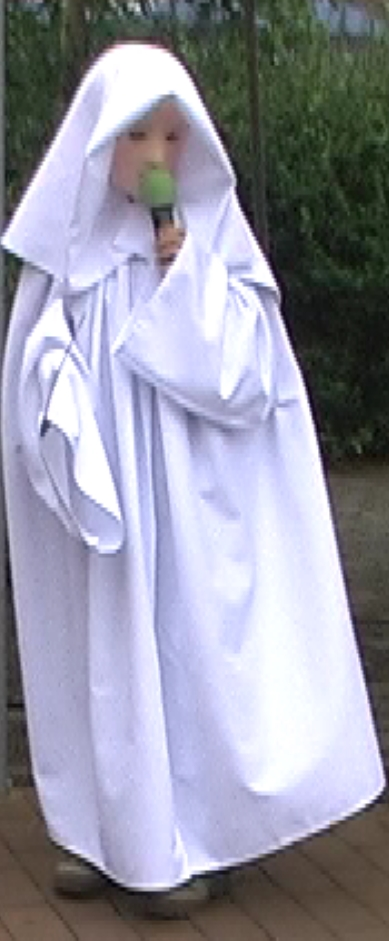
ポルードニツァの衣装を着た、ラウジッツのシュプレーヴァルトの子供。2008年

ポルードニツァは、美しく、細身で背の高い:147、若い少女または女性（北西および中央ロシア、ラウジッツ、ポーランドの一部）、または12歳の少女（チェコ）として表現される可能性がある。彼女は白く、光沢のある（ロシア、ポーランド、チェコ）、時には赤い（チェコ、アルハンゲリスク）、長い服を着ている。または彼女は裸であるか（ポーランド、ロシア）:105、一枚の布だけが肩にかけられている（ポトカルパチェ県）:129。彼女の髪は白（ロシア、チェコ）で、時には黒または赤で、白いフード、またはトウモロコシの穂の花輪(カシューブ人)で覆われている。
ほとんどの考えによれば、ポルードニツァは非常に背が高く（ポーランド、ロシア北西部）、普通の人の4倍の身長である。時折、彼女は小さいともいわれる（チェコ）。シベリアでは、時には猫の高さから、時には空に届くほどまで、高さを変えることができると信じられていた。離れているとそうでもないが、接近すると高くなるともいわれた:106。 

## アブラハムの宗教

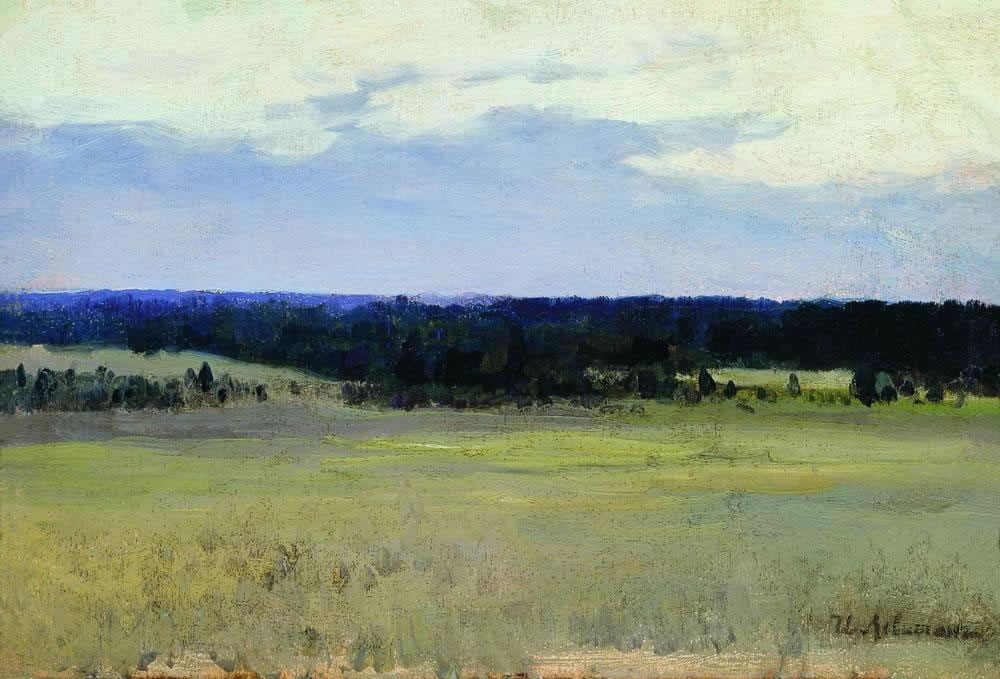
イサーク・レヴィタン『昼』 1890年

旧約聖書の詩篇第91章には、神を信じる人が直面する危険の一つに、「真昼に荒らす滅び」（ヘブライ語: קֶטֶב מְרִירִי）が言及されている。ギリシア語の七十人訳聖書では、このフレーズは「真昼の悪魔」（ギリシア語: δαιμονίου μεσημβρινου̃）と翻訳され、神話的なイメージを作り出した。この擬人化は、ラテン語のウルガタ（ラテン語: dæmonium meridianum）と教会スラヴ語訳聖書（бесъ полоудьныи）に伝播した。悪魔化は、ユダヤ教のタルムードとミドラーシュでも起こった。 
ポルードニツァは、トゥロフのキリルの教え（12世紀）と『囚人ダニールの請願』（13世紀）で言及されている。

## 大衆文化
ポルードニツァは速水螺旋人の漫画『靴ずれ戦線 -魔女ワーシェンカの戦争-』に登場する。